# Голлер, Борис Александрович
Борис Александрович Голлер (3 июля 1931, Ленинград — 5 января 2025, Санкт-Петербург, Россия) — российский писатель, драматург, историк, эссеист и исследователь русской литературы и истории XIX века. Член Союза писателей Санкт-Петербурга.

## Биография и творческий путь
Родился в 1931 году в Ленинграде в семье инженера-строителя. В войну был эвакуирован с интернатом, в котором учился, вернулся с матерью и сестрой в Ленинград почти сразу после снятия блокады, в 1944 году.
С детства писал рассказы, потом стихи. В 1948 году, одним из четырёх школьников, участвовал в первом после войны Всесоюзном совещании молодых поэтов, старшими участниками которых были известные поэты войны. А принят был в Союз писателей сорок лет спустя (1988), уже во время перестройки.
В 1949 году, по окончании школы, поступал на русское отделение филологического факультета ЛГУ, но в пору «борьбы с космополитизмом» был откровенно «завален» на вступительном экзамене. Поступил в Ленинградский инженерно-строительный институт и окончил его в 1957 году. Указывал в анкетах: «Образование высшее техническое. Всё остальное — самообразование».
В 1954 году в последний раз выступал со стихами на Первой городской конференции студенческих поэтов в Политехническом институте, организованной Глебом Семёновым. Читал «Поэму о Красной капелле» — о немецком сопротивлении нацизму. Первыми публикациями Голлера (1959) были переводы стихов поэтов Востока (по подстрочнику). Поэты персидские, арабские (андалузская поэзия), азербайджанские; опубликовано около 2000 строк в разных сборниках.
В апреле 1960 года закончил первую из главных своих пьес «Десять минут и вся жизнь» о поединке лётчика, сбросившего атомную бомбу, с собственной совестью и со «всей жизнью», что была после. Считал дату окончания пьесы началом профессиональной литературной работы.
«Я очень хорошо помню шок, который испытал в 1962 году, прочитав впервые пьесу „Десять минут и вся жизнь“. И недаром так много молодых режиссёров, актёров накинулись тогда на эту пьесу. Было очень много вариантов студийных постановок», — пишет в предисловии к сборнику пьес Голлера (2007) режиссёр Лев Додин.
Впервые пьеса получила цензурное разрешение лишь 27 лет спустя, в 1988 году: ею открылся новый театр «Ателье» в Кургане. До того была поставлена лишь однажды в Москве, в любительской студии «Резонанс» (реж. А. Силин).
Похожая история произошла и со второй пьесой Голлера — «Матросы без моря» — о матросах Октябрьской революции. Она легла в стол на 22 года и была поставлена в Мариуполе лишь весной 1987 года (реж. Юрий Костенко), уже в разгар перестройки.
В 1968 году впервые (третья) пьеса Голлера прошла на сцену (ленинградский ТЮЗ, премьера 29 октября 1968 года). Это был цикл драматических новелл из истории советского молодого человека, центром цикла стал диптих «Поколение 41» («Мальчик у телефона», «Миф о десанте».) Пьеса имела успех, но была с трудом пропущена цензурой, а вскоре и вовсе исключена из репертуара: в новелле «Мальчик у телефона» речь шла о событиях 1937 года, а танки уже вошли в Чехословакию. В декабре 1968 года «Миф о десанте» был снят с постановки и в театре Северного флота в Мурманске вместе с закрытием спектакля «Матросы без моря».
В 1969 году главный режиссёр ленинградского ТЮЗа Зиновий Корогодский предложил Голлеру сделать инсценировку «Евгения Онегина» для театра. Этот «опыт драматических изучений» романа Пушкина в корне изменил всю жизнь писателя и проложил дорогу всей последующей работе, — сперва пьесам, циклу «драм истории»: «Сто братьев Бестужевых», «Вокруг площади», «Плач по Лермонтову, или Белые олени» (1974), «Венок Грибоедову или Театр для одного драматурга». Во второй половине семидесятых неожиданно большой успех пьесы «Сто братьев Бестужевых», поставленной любительской студией института ЛИИЖТ (театр «Studio», реж. В. Малыщицкий) на фестивалях, потом представленной на Всесоюзном смотре (1978) привёл к созданию в Ленинграде на базе этой студии нового профессионального театра (что происходило впервые с 1920-х годов). Ленинградский государственный Молодёжный театр открылся 18 января 1980 года спектаклем «Сто братьев Бестужевых». В 1989 году радиовариант пьесы о Грибоедове явился последней драматургической работой Голлера. О причинах отхода от драматургии Голлера писал в эссе «Слово и театр».
Первой печатной публикацией за 28 лет литературной работы, кроме поэтических переводов, явилось эссе «Драма одной комедии» (о «Горе от ума») — «Вопросы литературы». 1988, № 1. Пьесы стали печататься только через два года. В 1998 году начал работу над романом «Возвращение в Михайловское», последняя книга которого — четвёртая — завершена в 2016 году.
С 1991 по 2006 годы жил и работал в Израиле, где в 2000 году опубликовал свою первую книгу "Флейты на площади".
Умер 5 января 2024 года в возрасте 93 лет.

## Публикации
Пьесы:
- «Десять минут и вся жизнь» (1960)
- «Матросы без моря» (1966)
- «Поколение 41» («Мальчик у телефона», «Миф о десанте» — одноактные. 1968)
- «„Пушкин. Автопортрет с Онегиным и Татьяной“ — опыт драматических изучений романа Пушкина» (1974)
- «Плач по Лермонтову, или Белые олени» (1974)
- «Сто братьев Бестужевых» (1975)
- «Вокруг площади» (1982)
- «Венок Грибоедову»(1985)

Все пьесы, поименованные здесь, кроме «Матросов без моря» и сценического прочтения «Онегина» опубликованы в сборнике «Сто братьев Бестужевых. Театр, эссе». Все были поставлены в театрах.
Проза:
- «Петербургские флейты» (повесть)
- «Возвращение в Михайловское» (роман в двух книгах).
- Эссе и литературные исследования:
  - «Драма одной комедии» («Вопросы литературы» −1987, 2009. (Две части)
  - «Послание от Феллини» («Нева», 2002 г.)
  - «Слово и театр» (2000 г.) в авторском сборнике пьес.
  - «Неназванное: несколько страниц о войне» // Дружба народов. — 2015. — № 5. — С. 131—166. — (Проза).

Книги:
- «Пушкин. Автопортрет…» (Авторское название: «Пушкин. Автопортрет с Онегиным и Татьяной») Изд-во Министерства культуры РФ, 1998
- «Сто братьев Бестужевых. Театр, эссе». «Балтийские сезоны», Санкт-Петербург, 2007
- «Возвращение в Михайловское». Роман. Книга первая. Издательство «Алетейя». Санкт-Петербург, 2007
- «Возвращение в Михайловское». Роман. Книги первая и вторая. Издательство «Алетейя». Санкт-Петербург, 2009
- Зарубежное издание: «Флейты на площади». Сборник — пьесы, проза, эссе. Иерусалим, изд-во «Лира», 2000

## Премии
- Премия Фонда «Литературная критика» по журналу «Вопросы литературы» за эссе «„Горе от ума“ в меняющемся мире» — 2009 г.
- Премия имени Гоголя (в номинации «Шинель») за роман «Возвращение в Михайловское» — 2010 г.[9]
- Премия журнала «Звезда» за 2016 год (по разделу «эссеистика»)[10].